# Валя-Албештіулуй
Валя-Албештіулуй (рум. Valea Albeștiului) — село у повіті Муреш в Румунії. Входить до складу комуни Албешть.
Село розташоване на відстані 220 км на північний захід від Бухареста, 42 км на південний схід від Тиргу-Муреша, 114 км на південний схід від Клуж-Напоки, 85 км на північний захід від Брашова.

## Населення
За даними перепису населення 2002 року у селі проживали 234 особи.
Національний склад населення села:
| Національність | Кількість осіб | Відсоток |
| -------------- | -------------- | -------- |
| румуни         | 171            | 73,1%    |
| угорці         | 63             | 26,9%    |

Рідною мовою назвали:
| Мова      | Кількість осіб | Відсоток |
| --------- | -------------- | -------- |
| румунська | 172            | 73,5%    |
| угорська  | 62             | 26,5%    |